# Янтра (футбольний клуб)
ФК «Янтра» — болгарський футбольний клуб з міста Габрово.
Проводить свої домашні матчі на стадіоні «Христо Ботев», який має 14 000 місць. Команда команди носить зелені футболки, зелені шорти та білі гетри.

## Хронологія назв
- 1919 = ФД «Град Габрово»
- 1920 = СК «Балкан»
- 1920 = ФК «Ото»
- 1925 = ФК «Чардафон»
- 1946 = «Априлов»
- 1956 = «Балкан»
- 1962 = ДФС «Чардафон»
- 1964 = ДФС «Чардафон-Орловець»
- 1973 = ДФС «Янтра»
- 1989 = ФК «Янтра»
- 1994 = ФК «Чардафон»
- 2001 = ФК «Янтра»

## Історія
Клуб був створений влітку 1919 року під назвою Футбольне товариство «Град Габрово» (болг. Футболно дружество «Град Габрово»). Його засновниками стали Христо Бобчев, д-р Денчо Недялков, Симеон Костов, Коста Тепавичаров, Никола Вилнаров, Ненчо Димитров, Христофор Негенцов, Христофор Стомоняков, Христо Карафезов, Димитар Попов, Сава Михайлов та брати Іван, Наню та Георгій Ненови. Метою засновників було полегшити біль жертв Першої світової війни, в якій Болгарія зазнала поразки.
21 вересня 1919 року клуб зіграв свій перший матч проти команди з міста Горішня Оряховиця і виграв 1:0. Склад габровців у цьому матчі — воротар Сава Михайлов, захисники Іван Нанев, Никола Рашев, півзахисники Георгій Нанев, Симеон Костов, Никола Вилнаров, форварди — Стоян Нанев, Досю Пеєв, Христо Бобчев, Ненчо Димитров та Ненчо Стоянов.
На початку 1920-х років клуб увійшов до гімнастичного товариства «Юнак», але в середині року відокремився і взяв назву Спортивний клуб «Балкан». Через кілька місяців він змінив ім'я на ФК «Ото». Назва походила від прізвиська його футболіста Спиридона Недевського-Ото. При бажанні отримати м'яч він кричав на полі «От! От!» і так це стало прізвиськом для команди.
15 березня 1925 року клуб отримав назву «Чардафон», під якою грав до 1946 року, коли об'єднався з СК «Априлов». Вони брали участь у національному чемпіонаті Болгарії як чемпіон Тирновської області в сезонах 1929, 1932, 1933, 1934 та як чемпіон Габровської області в сезонах 1945 та 1948 років. Найкращий результат — чвертьфінал у 1945 році.
У 1947 році всі спортивні клуби міста об'єдналися в ОРПС «Априлов». У 1949 році в зв'язку з реорганізацією спортивного руху в Болгарії на виробничих засадах у місті було створено кілька добровільних спортивних організацій (ДСО) — «Динамо», «Червено знаме», «Торпедо», «Строїтел», «Спартак».
Після скасування ДСО у 1956 році було створено об'єднану команду міста під назвою «Балкан». У 1962 році «Балкан» розділився на «Чардафон» та «Орловець». У 1964 році обидві команди зливаються під назвою «Чардафон-Орловець».
У сезоні 1969/70 клуб посів перше місце у Північній групі Б і вперше у своїй історії вийшов до Групи А, вищого дивізіоні країни. Команда почала там виступи під назвою «Янтра», але з сезону 1971/72 року, за результатами якого клуб покинув вищий дивізіон, назва «Чардафон-Орловець» відновлюється.
У 1972/73 роках клуб знову отримав назву «Янтра» і зумів з першої спроби повернутись в еліту, де пограв ще у 1973—1975 роках.
Надалі команда тривалий час виступала у нижчих лігах і лише 1990 року зуміла втретє повернутись до Групи А, де цього разу затрималась на чотири сезони, щоправда останній вона не дограла. «Янтра» була виключена з групи А восени 1993 року після спроби підкупу клубу «Берое» у 8 турі, після чого всі результати були анульовані.
З наступного сезону команда під іменем «Чардафон» заявилась до Північної групи Б. У другому дивізіоні країни команда виступала до 1999 року, після чого лише епізодично на рік поверталась у сезонах 2002/03, 2005/06, 2007/08, весь інший час виступаючи в аматорській Групі В. Також з сезону 2001/02 клуб повернув назву «Янтра».
Через фінансові причини «Янтра» відмовилась від участі у Північно-західний групі В 23 березня 2012 року, припинивши існування.
Наступного сезону був створений новий клуб «Янтра Габрово», який в першому ж сезоні виграв регіональний ОФГ Габрово і повернувся до третього дивізіону 2013 року.
У 2016 році була відновлена історична команда під назвою «Янтра-1919», яка також вийшла до третього дивізіону в 2017 році. Це означало, що обидві команди із схожими назвами повинні були зіграти свої домашні ігри на стадіоні «Христо Ботев» у Габрові в рамках одного дивізіону. Однак «Янтра-1919» покинула його в кінці сезону 2017/18.
8 липня 2019 року «Янтра Габрово», (2-ге місце у минулому сезоні Третьої ліги), та «Янтра-1919» (1-перше місце в ОГ Габрово минулого сезону, яке означало повернення до третього дивізіону та появу знову двох команд у одній лізі) об'єднались у єдину команду «Янтра 2019» (Габрово), що стала одним із лідерів у новому сезоні.
У понеділок, 9 березня 2020 року, рішенням Болгарського футбольного союзу та з метою запобігання поширенню вірусу COVID-19 було припинено всі аматорські чемпіонати з футболу. У п'ятницю, 13 березня 2020 року, з тієї ж причини в країні було введено надзвичайний стан до 14 квітня, який згодом було продовжено до 13 травня. З огляду на це, у вівторок, 21 квітня 2020 року, БФС та АФЛ вирішили закінчити сезон в аматорському чоловічому футболі, а результат на момент закінчення сезону було визнано остаточним. В результаті «Янтра», яка посідала 1-е місце у Північно-західній групі Третьої ліги, вийшла до Другої ліги на сезон 2010/21.

## Досягнення
- Переможець Кубка аматорської футбольної ліги: 2002
- 5 місце у республіканському чемпіонаті: 1945
- 7 місце у державному чемпіонаті: 1929
- 8 місце у Групі А: 1971. Команда знаходиться на 29-му місці за очками в Групі А за весь час із 7 сезонами, 214 іграми, 65 перемогами, 50 нічиями та 99 програшами з різницею голів 239:332[4].
- Чвертьфіналіст Царського кубка: 1942
- Перша і єдина участь у європейських міжнародних турнірах — Кубок Інтертото 1993:
  - Рапід (Відень) — Янтра (Габрово) 6: 0
  - Янтра (Габрово) — Завіша (Бидгощ) 0: 0
  - Янтра (Габрово) — Гальмстад 0: 1
  - Брондбю — Янтра (Габрово) 6: 4

| М  | Клуб            | РГ      | О |
| -- | --------------- | ------- | - |
| 1. | Рапід (Відень)  | 14 : 4  | 7 |
| 2. | Завіша (Бидгощ) | 8 : 4   | 4 |
| 3. | Гальмстад       | 3 : 4   | 4 |
| 4. | Брондбю         | 11 : 15 | 4 |
| 5. | Янтра (Габрово) | 4 : 13  | 1 |

## Статистика виступів
- 1996/1997 «Б» група: 6 місце
- 1997/1998 «Б» група: 7 місце
- 1998/1999 «Б» група: 14 місце ▼
- 1999/2000 «В» група: 11 місце
- 2000/2001 «В» група: 8 місце
- 2001/2002 «В» група: 2 місце ▲
- 2002/2003 «Б» група: 9 місце ▼
- 2003/2004 «В» група: 3 місце
- 2004/2005 «В» група: 1 місце ▲
- 2005/2006 «Б» група: 13 місце ▼
- 2006/2007 «В» група: 1 місце ▲
- 2007/2008 «Б» група: 13 місце ▼
- 2008/2009 «В» група: 4 місце
- 2009/2010 «В» група: 10 місце
- 2010/2011 «В» група: 4 місце
- 2011/2012 «В» група: 14 місце ▼
- 2012/2013 «А» ОФГ: 1 місце ▲
- 2013/2014 «В» група: 15 місце
- 2014/2015 «В» група: 7 місце
- 2015/2016 «В» група: 14 місце
- 2016/2017 «В» група: 10 місце

## Відомі футболісти
- Іван Вуцов
- Георгі Дерменджиєв
- Вангел Стаматов – рекорд клубу з 317 матчами
- Веско Ганчев
- Красен Маринов – рекорд клубу з 105 голами
- Стефан Генов
- Стоян Ацаров
- Йордан Мурлев
- Благо Александров
- Петко Петков
- Руси Петков
- Мартин Кушев
- Петар Вітанов
- Бойко Величков
- Здравко Лазаров
- Владимир Манчев
- Ілія Карадалієв
- Борислав Йосифов
- Валерій Дилов
- Димитар Гюджеменов
- Маріян Германов
- Радослав Здравков
- Івелин Драшков - Доктора
- Красимир Маринов
- Красимир Ібришимов
- Мирослав Іванов
- Віктор Георгієв
- Захарин Сабльов
- Владислав Немешкало

## Відомі тренери
- Димитар Алексієв
- Красен Маринов
- Пламен Марков (1990–92), (1996–97)
- Велислав Вуцов (2001–02) — виграв Кубок аматорської футбольної ліги та вивів клуб до Групи Б
- Тодор Тодоров (квітень 2004–2006)
- Стоян Филипов (квітень 2006-07) — вивів клуб до Групи Б
- Веселин Антонов (2007-березень 2008)
- Іліан Василев (березень 2008-травень 2008)
- Христо Кирилов (серпень 2008-червень 2009)
- Пламен Ілієв (липень 2009 — грудень 2009)
- Микола Ілієв — Галібата (грудень 2009 — березень 2010)
- Веселин Антонов (квітень 2010-грудень 2010)
- Радія Дойчев (січень 2011-липень 2011)
- Николай Василев (серпень 2011-)

## Гімн команди
«Ний носим твойто гордо име

О, Продан Тишков-Чардафон…

И днес, и днес ще победиме

на габровския стадион!

За габровските футболисти

тук всеки връх и стръмен дол

И Янтра, янтърна и бистра -

шумят и пеят: „Урар! Гол!“

Отбор на Габрово — прославен

от минало — за в бъдни дни -

разнеси футболната слава -

непобедим си остани!»